# Benjaminia paeminosa
Benjaminia paeminosa är en stekelart som beskrevs av David B. Wahl 1989. Benjaminia paeminosa ingår i släktet Benjaminia och familjen brokparasitsteklar. Inga underarter finns listade.